# Communauté de communes de la Côte roannaise
La communauté de communes de la Côte roannaise est une ancienne communauté de communes française, située dans le département de la Loire en région Rhône-Alpes.

## Historique
Créée le 31 décembre 1998, elle a établi son siège à Saint-Haon-le-Châtel.
Depuis le 1er janvier 2013, la communauté de communes s'est intégrée à la communauté d'agglomération Roannais Agglomération. 

## Composition
Elle était composée des communes suivantes :
| Nom                          | Code Insee | Gentilé         | Superficie (km2) | Population (dernière pop. légale) | Densité (hab./km2) |
| ---------------------------- | ---------- | --------------- | ---------------- | --------------------------------- | ------------------ |
| Saint-Haon-le-Châtel (siège) | 42232      | Saint-Haonnois  | 0,87             | 617 (2014)                        | 709                |
| Ambierle                     | 42003      | Ambierlois      | 30,76            | 1 866 (2014)                      | 61                 |
| Arcon                        | 42008      | Arconais        | 19,19            | 109 (2014)                        | 5,7                |
| Les Noës                     | 42158      | Noësiens        | 15,68            | 199 (2014)                        | 13                 |
| Noailly                      | 42157      | Noaillerots     | 31,45            | 812 (2014)                        | 26                 |
| Saint-André-d'Apchon         | 42199      | Apchonnais      | 13,44            | 1 947 (2014)                      | 145                |
| Saint-Germain-Lespinasse     | 42231      | Saint-Germanois | 15,00            | 1 202 (2014)                      | 80                 |
| Saint-Haon-le-Vieux          | 42233      | Saint-Haonnois  | 16,34            | 965 (2014)                        | 59                 |
| Saint-Rirand                 | 42281      | Saint-Riranais  | 16,43            | 147 (2014)                        | 8,9                |
| Saint-Romain-la-Motte        | 42284      | Saint-Romanais  | 27,56            | 1 470 (2014)                      | 53                 |

## Sources
- Le SPLAF (Site sur la Population et les Limites Administratives de la France)
- La base ASPIC